# Barberini - Fontana di Trevi (estación)
Barberini - Fontana di Trevi es una estación de la línea A del Metro de Roma. La estación se sitúa en la Plaza Barberini, al inicio de la Vía Veneto, vecina a la Fontana delle Api.
En la entrada de la estación, se encuentran mosaicos creados por Graziano Marini y Heinz Mark, ganadores del Premio Artemetro Roma.
En su entorno se encuentra la Plaza Barberini (donde se ubica la Fuente del Tritón, la Fontana delle Api, las iglesias de Santa Maria della Concezione dei Cappuccini y de San Basilio agli Orti Sallustiani), el complejo del Quirinal (con el Palacio del Quirinal, el Palacio Barberini, las Quattro Fontane y la Piazza del Quirinale) y la Fontana di Trevi.

## Historia
La estación Barberini fue construida como parte del primer tramo (de Anagnina a Ottaviano) de la línea A del metro, entrando en servicio el 16 de febrero de 1980.
Desde el año 2000, se agregó el sufijo Fontana di Trevi al nombre de la estación, para facilitar el transporte de turistas que se dirigieran al monumento homónimo.